# پار مارتس
پار مارتس (انگلیسی: Pär Mårts؛ زادهٔ ۳۰ آوریل ۱۹۵۳) بازیکن هاکی روی یخ اهل سوئد بود.